# اسکاربرو، یورک‌شر شمالی
latitudeاسکاربرو، یورک‌شر شمالیurbanاسکاربرو، یورک‌شر شمالیlongitudeاسکاربرو، یورک‌شر شمالی
اسکاربرو، یورک‌شر شمالی (به انگلیسی: Scarborough, North Yorkshire) یک منطقهٔ مسکونی در انگلستان است که در یورکشایر و هامبر واقع شده‌است.

## نگارخانه

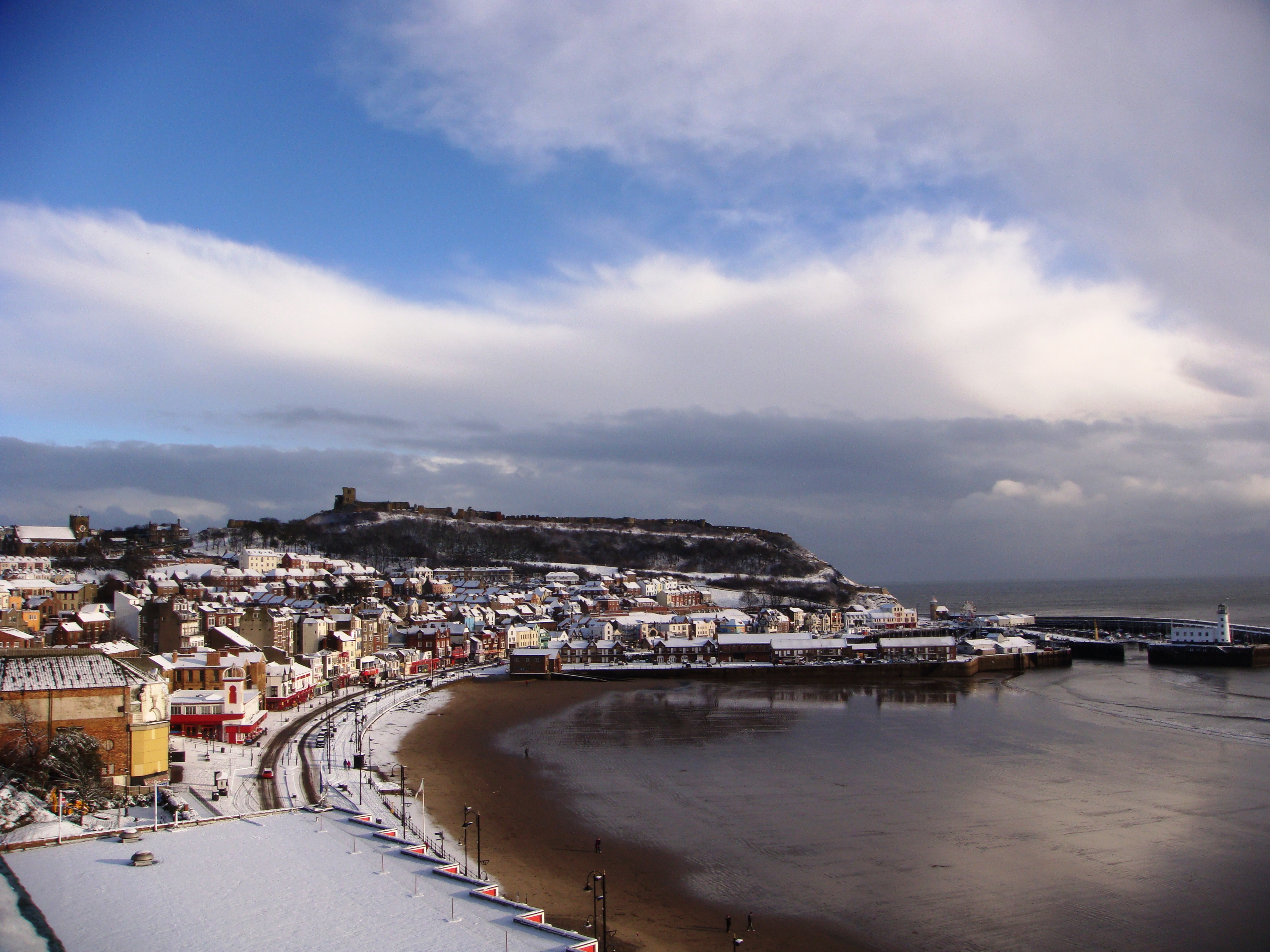
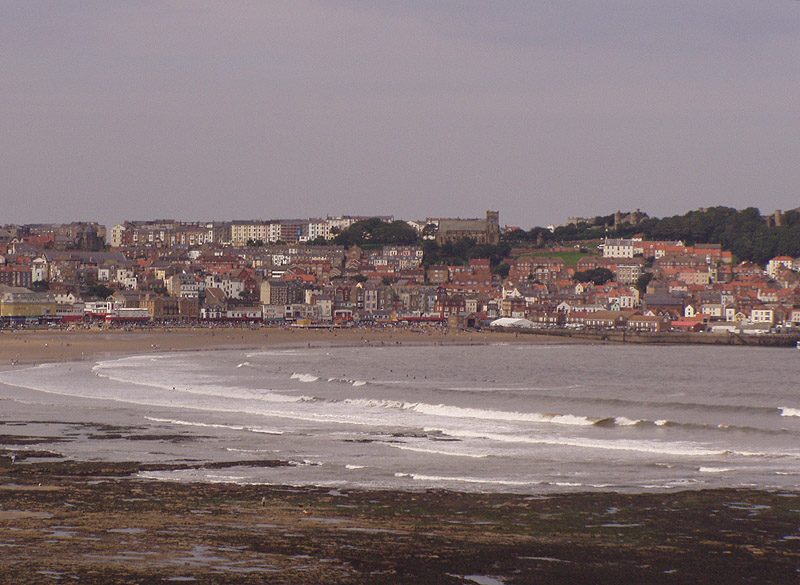
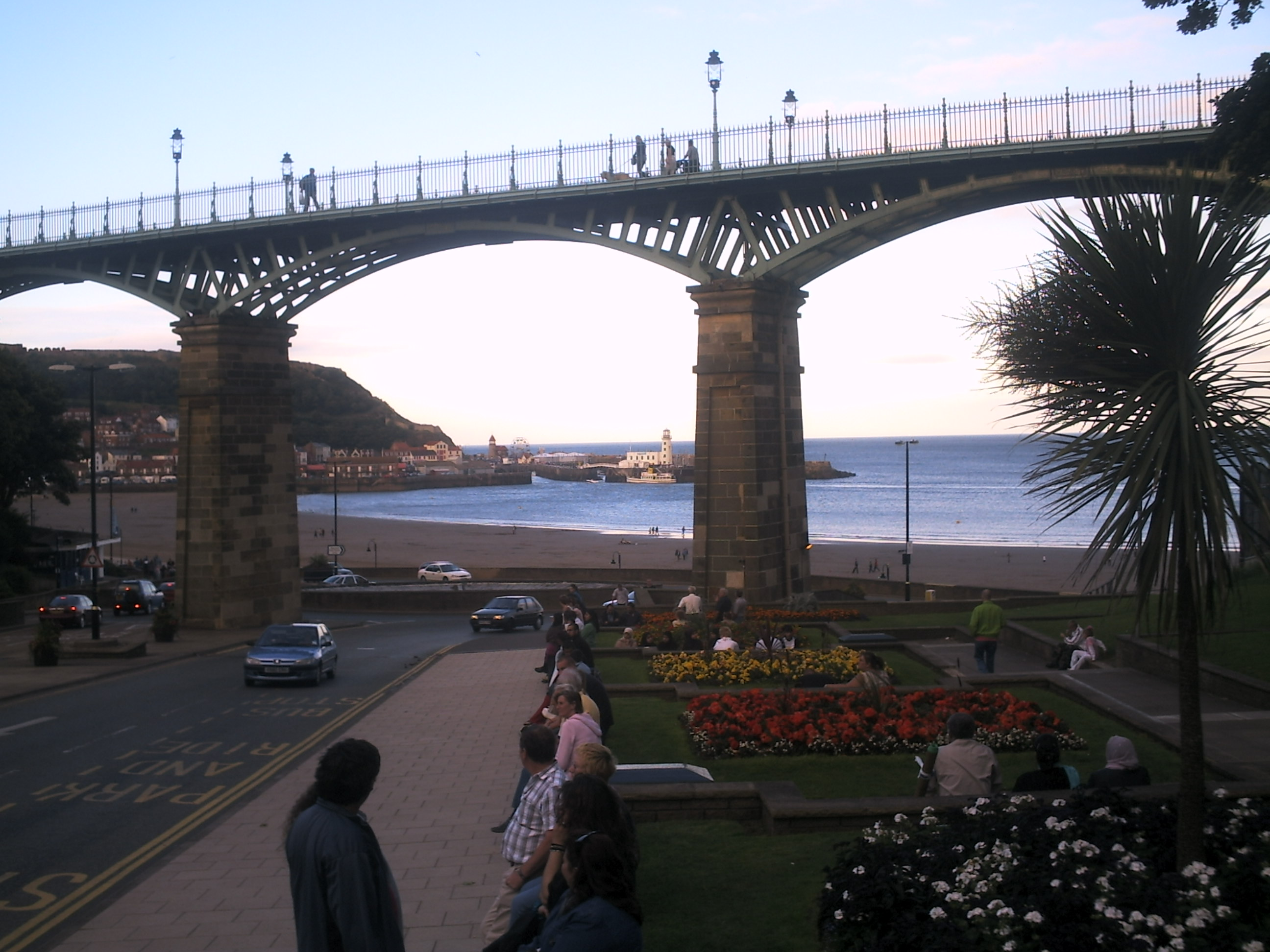
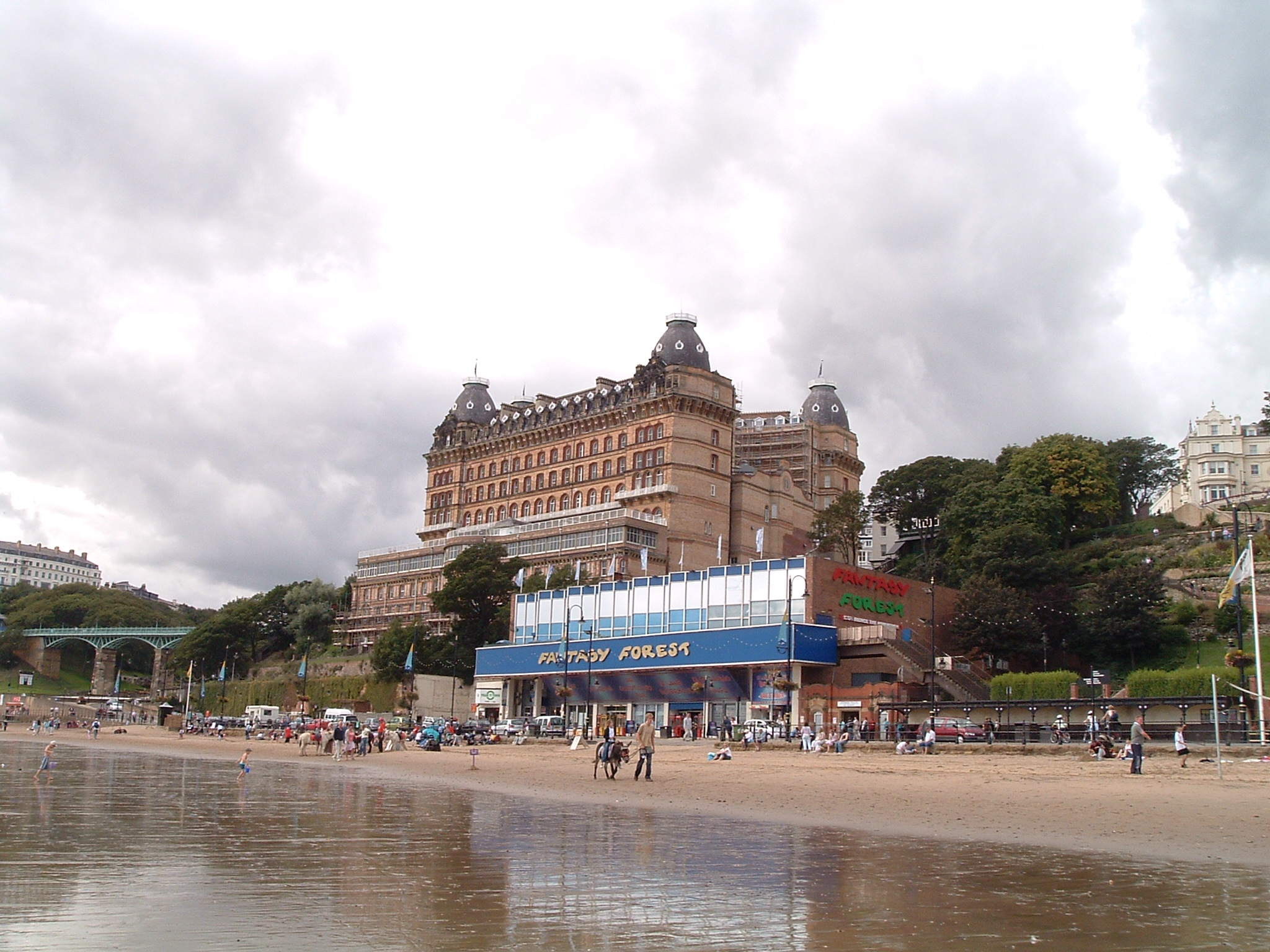
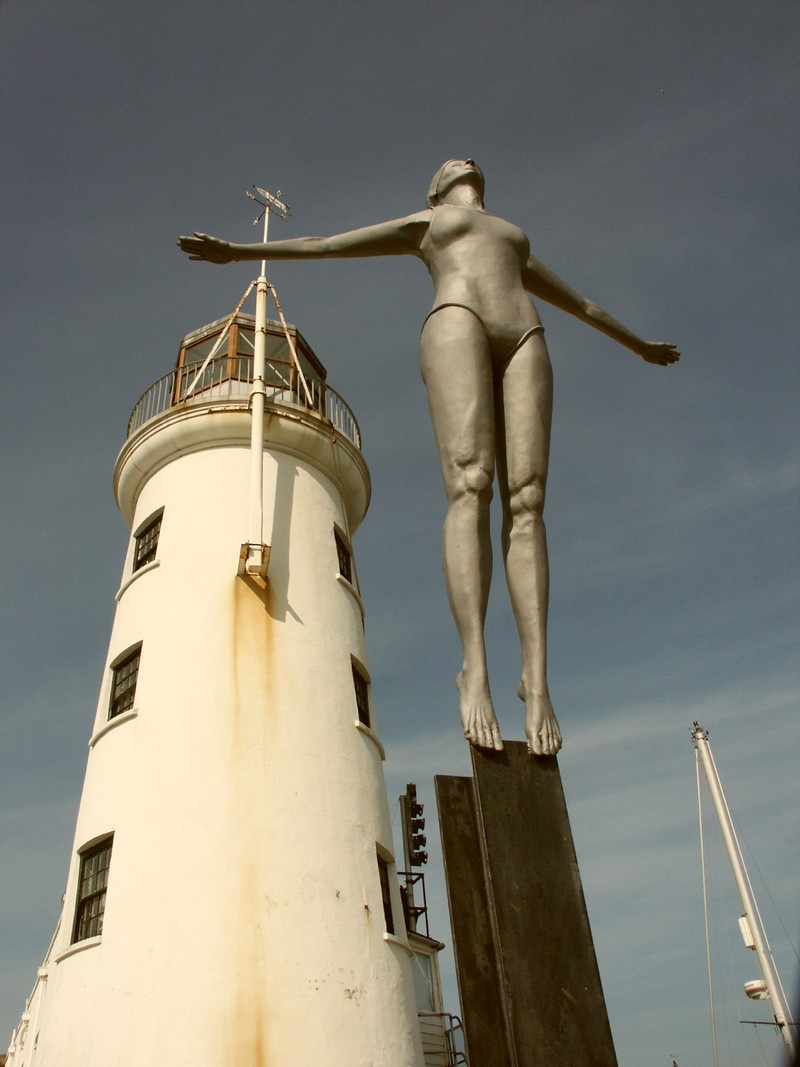
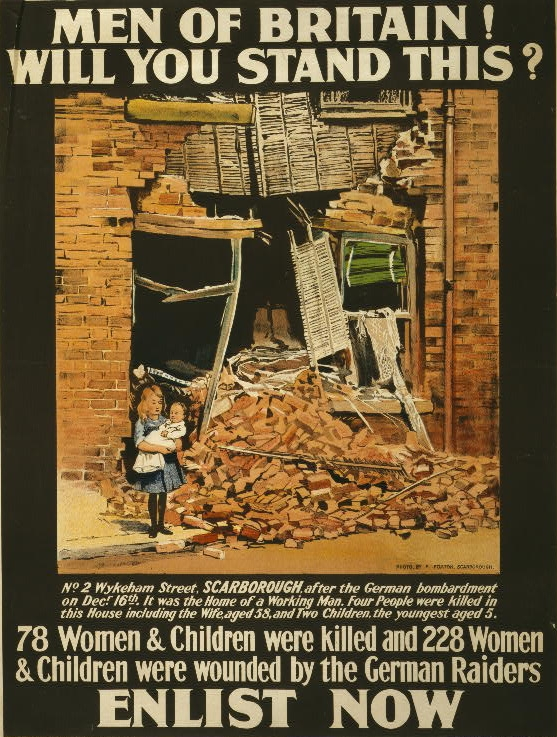

## خصوصیات
اسکاربرو ۵۰٬۱۳۵ نفر جمعیت دارد.